# Baltimore Bayrunners
I Baltimore Bayrunners sono stati una società di pallacanestro statunitense con sede a Baltimora, nel Maryland.
Fondati nel 1999, hanno partecipato al primo campionato della IBL, prima di sciogliersi l'anno successivo.

## Stagioni
| Stagione | Lega | Denominazione        | V  | P  | %    | Piazzamento | Play-off |
| -------- | ---- | -------------------- | -- | -- | ---- | ----------- | -------- |
| 1999-00  | IBL  | Baltimore Bayrunners | 17 | 47 | 26,6 | 4º          | -        |